# Maria Belooussova
Pour les articles homonymes, voir Belooussova.
Maria Belooussova (prononcer « Belo-oussova ») est une pianiste russe, née le 25 septembre 1965 à Sverdlovsk (alors en URSS) et morte le 30 mai 2018 dans le 20e arrondissement de Paris.
Elle s’est installée en cours de carrière à Paris.

## Biographie
Maria Belooussova entreprend des études de musique à Iekaterinbourg, qu'elle poursuit à l’Académie Musicale de Russie à Moscou , dans la classe de Vladimir Tropp. En 1992, elle  intègre le Conservatoire national de musique de Paris dans la classe de Christian Ivaldi. À partir de 1999, Maria Belooussova enseigne la musique de chambre au sein du même conservatoire.
Elle  s'intéresse au répertoire de musique de chambre, elle joue avec de nombreuses personnalités parmi lesquelles Ivry Gitlis, Bernard Greenhouse, Joseph Silverstein, Jean-Jacques Kantorow, Wolfgang Holzmair et Michel Strauss.
Elle est très attachée également au répertoire contemporain avec les compositeurs Krzysztof Penderecki, Sofia Goubaïdoulina, Philippe Hersant ou Thierry Escaich.
En 1999, elle rejoint l'ensemble Musique  Oblique composé des violonistes Frédéric Laroque, Martial Gauthier et Daniel Vagner, de la violoncelliste Diana Ligeti et du clarinettiste Rémi Lerner, avec lesquels elle enregistre le quatuor pour piano en la majeur, opus 30 d’Ernest Chausson, le quintette en fa mineur, opus 14 de César Franck, ainsi que le trio en la mineur de Ravel, disques qui obtiendront de nombreuses récompenses, notamment le « Choc » du Monde de la Musique, ƒƒƒƒ par Telerama et le diamant d’Opéra Magazine.
En 2011, elle crée le duo  de pianos, Les claviers  de Giverny, avec Raphaël Drouin.

## Discographie
- Eastern Wind, Sergueï Rachmaninov (Compositeur) Reinhold Gliere (Compositeur), Maja Bogdanovic (Violoncelle), Maria Belooussova (Piano), Orchid Classics, février 2018
- Hommage à Raphaël Drouin, avec notamment la Mer de Debussy dans la transcription d'André Caplet, Hybrid'Music, 2014
- Musique de chambre à Giverny, Schubert, Schumann, Michel Strauss, violoncelle, Maria Belooussova, piano, Hybrid'Music, 2010
- Musique russe à Giverny, Hybrid'Music, 2008
- Premières mélodies du XXIe siècle, Anthony Girard, Vincent Bouchot, Denis Chouillet... [et al.], comp. ; Françoise Masset, S ; Alain Rizoul, guitare ; Robert Expert, Maguelone, 2008
- Mélodies, duos et pièces religieuses, Emmanuel de Fonscolombe, compositeur, Anna-Maria Panzarella, soprano, Mario Hacquard, baryton Maria Belooussova, pianiste, Hybrid'Music, 2007
- Quintette au bord de l'Oise : pour violon, alto, violoncelle, contrebasse et piano, textes de Bertrand Tavernier ; photographies d'Olivier Verley ; musique d'Antoine Duhamel ; Maria Belooussova, piano ; Pierre Feyler, contrebasse ; Françoise Perrin, violon, Édition Valhermeil, 2006
- Les liaisons dangereuses : extraits choisis de la bande originale du film / Bach, Brahms, Mozart comp. ; Tedi Papavrami, violon ; Maria Belooussova, piano, Pan Classics, 2003